# 小行星1904
小行星1904（1904 Massevitch）是一颗围绕太阳公转的小行星。1972年5月9日，塔瑪拉·斯米爾諾娃在克里米亚发现了此天体。
該小行星以俄羅斯天文學家阿拉·吉尼里霍夫娜·馬塞維奇（Alla Genrikhovna Massevich）命名。
这颗小行星的绝对星等为260.1017590564416等。